# Everlasting Love (Love Affair)
Everlasting Love è un singolo dei Love Affair del 1968, cover dell'omonimo brano di Robert Knight.

## Composizione e pubblicazione
Tra le prime cover del brano, Everlasting Love venne inserita nell'album The Everlasting Love Affair e su singolo per l'etichetta CBS.
Nell'incisione, furono utilizzate le registrazioni fatte da altri musicisti, anziché quelle dei reali membri del gruppo, eccezion fatta per la voce del gruppo, il sedicenne Steve Ellis.
Si trattò della versione del brano di maggiore successo nel Regno Unito, dove raggiunse il primo posto.

## Tracce
45 giri
1. Everlasting Love 3:03
2. Bringing on Back the Good Times 3:21